# Gulella argoudi
Espèce
Gulella argoudi est une espèce de mollusque gastéropode terrestre de la famille des streptaxidés. Elle constitue un représentant de la faune endémique de La Réunion, La Réunion étant une île française de l'océan Indien. Elle a été décrite par Owen Lee Griffiths, directeur de La Vanille Réserve des Mascareignes, à l'île Maurice, en référence à Jean-Jacques Argoud, directeur d'établissements médico-sociaux à La Réunion, et naturaliste amateur.
Découverte à l'état subfossile en 1992 près de la Saline, l'espèce est présumée éteinte. Mais un fragment de coquille trouvé au Cap Noir (Dos d'Âne) pourrait appartenir à cette espèce (qui survivrait donc peut-être aujourd'hui...).